# Madremyia
Madremyia là một chi ruồi trong họ Tachinidae. 

## Các loài
- Madremyia clausa (Villeneuve, 1937)[4][2]
- Madremyia saundersii (Williston, 1889)[5][2]
- Madremyia setinervis (Mesnil, 1968)[6]